# Ceylonoxenia bugnioni
Ceylonoxenia bugnioni är en tvåvingeart som först beskrevs av Erich Wasmann 1913.  Ceylonoxenia bugnioni ingår i släktet Ceylonoxenia och familjen puckelflugor.
Artens utbredningsområde är Sri Lanka. Inga underarter finns listade i Catalogue of Life.